# Proiectul Mikoian 1.44
Proiectul Mikoian 1.44/1.42 este un prototip de avion de superioritate aeriană de generația a cincea al Aviației Ruse. Separat de un număr de denumiri de-a lungul rândurilor "Obiect/Proiect 1.44/1.42", avionul este cunoscut și sub numele de MiG-MFI. Era neoficial cunoscut pentru timp sub numele de "MiG-35",deși MiG folosește acum denumirea pentru versiunea de export de "MiG-29OVT".Avionul MFI este referit la denumirea de MiG-39. În ciuda stadiului de prototip a avionul 1.44/1.42, NATO a stabilit numele de cod Flatpackpentru acest avion.

## Descriere
Avionul 1.44 este un avion de vânătoare de atac/de superioriate aeriană monoloccu coadă dublă, aripi delta cu aripă canard tot înainte mișcătoare. Aparența sa fizică și caracteristicile de proiecție se seamănă mult cu avionul Eurofighter Typhoon. Este propulsat de două motoare cu reacție postcombustie Liulka AL-41F, fiecare generând 175 kN. Avionul de 35 tone are viteză maximă teoretică la altitudine de 2.6 Mach și este capabil de zbor supersonic de lungă durată. Avionul 1.44 are sistem de tren de aterizare triciclu, cu un singur tren de aterizare cu roți duble în față și două trenuri de aterizare cu o singură roată în spate. Avionica avionului 1.44 este considerată partea ascuțită de către standardele occidentale:avionul de vânătoare cu carlinga de sticlă are ca trăsătură un radar cu puls Doppler cu o antenă de rază de scanare electronică pasivă.